# فورت ساگان
فورت ساگان یا قلعه ساگان (به انگلیسی: Fort Saganne) فیلمی محصول سال ۱۹۸۴ و به کارگردانی آلن کورنو است. در این فیلم بازیگرانی همچون ژرار دوپاردیو، کاترین دنو، فیلیپ نوآره، سوفی مارسو، میشل دوشوسوآ، روژه دوما، ژان-لوئی ریشار، ایپولیت ژیراردو و فلوران پاینیه ایفای نقش کرده‌اند.